# ココレッチ

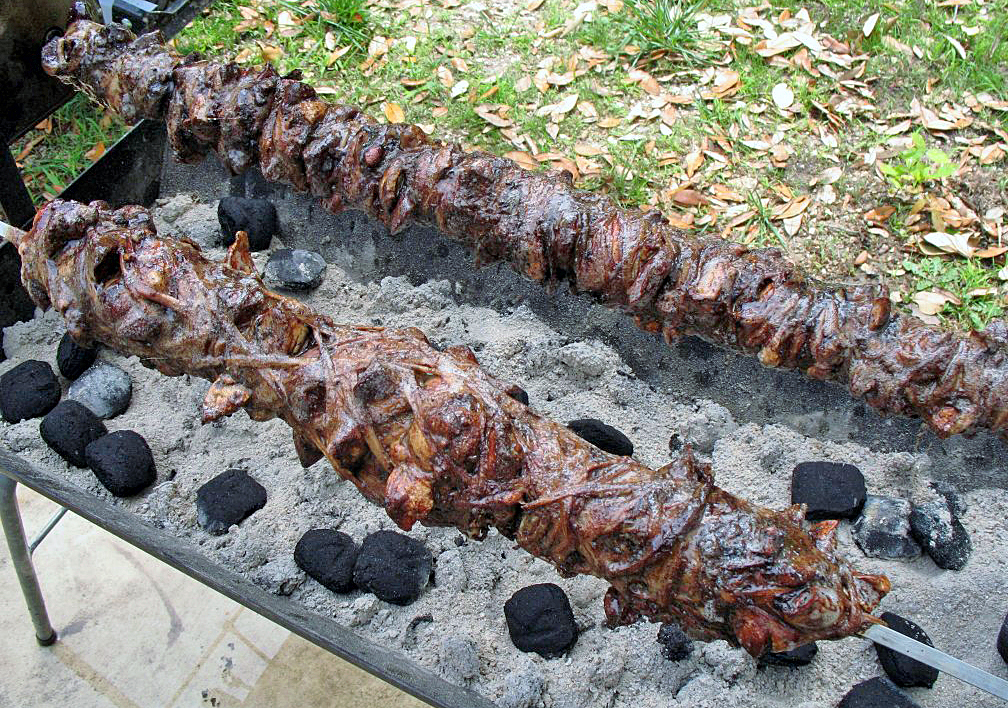
ギリシャのココレッチ

ココレッチ(Kokoreç、英: Kokoretsi)とは、アナトリア半島やバルカン半島において、ヒツジのうすい小腸や大腸を串刺しにして炭火で焼く料理である。

## 名称の由来
ココレッチ(Kokoreç)という名称はギリシャ語の kokorótsi のほか、アルバニア語のkokërroz 、あるいはアルーマニア語のkukuretšuに由来する。
この三つの単語すべて「トウモロコシの心」を意味する。ココレッチ（Kokoreç）というトルコ語はギリシャ語から取り入れられた。オメル・セイフェッティン（Ömer Seyfettin）は、「食堂の秘密」（ Lokanta Esrarı ）という物語において、アテネのギリシャ系トルコ人の食堂ではじめてココレッチを目にしたと語っている。

## 調理方法
ココレッチに使用される腸は、乳用に飼育される子羊の腸が好まれる。まず腸の外側・内側ともによく洗浄する。ココレッチの内側部分は大腸、外側部分は薄い小腸を使用する。伸ばして串に通す。その後、薄い小腸を串のまわりに何回も巻く。時々油を少々塗る。串はたいていココレッチ専用の特別な火鉢で水平にぶら下げてまわしながら焼く。焼いた後、適量をとって香辛料をふりかける。2本のナイフで小鳥の頭ほどの大きさに切り刻む。最も好まれる香辛料はクミン、タイムなどである。

## 食べ方

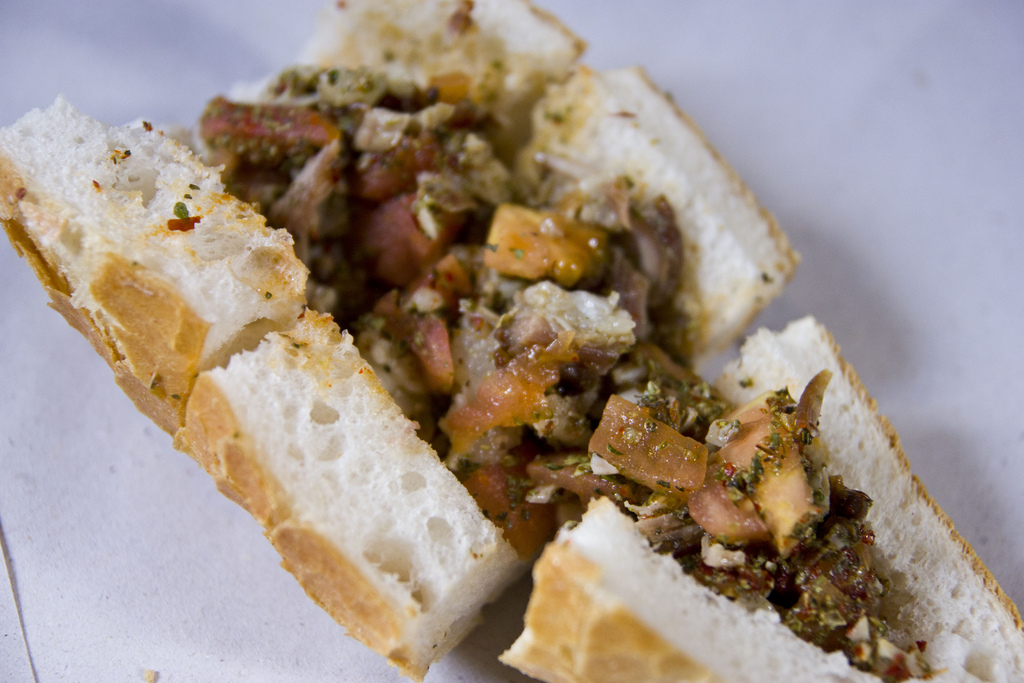
パンに挟まれたココレッチ

皿で、あるいはパンにはさんで出される。付け合せ野菜とともに出されることもある。付け合せとしてトマト、トウガラシの漬物、キュウリの漬物がある。好みにあわせて飲み物と一緒に食べられている。

## 地域による嗜好

### トルコ

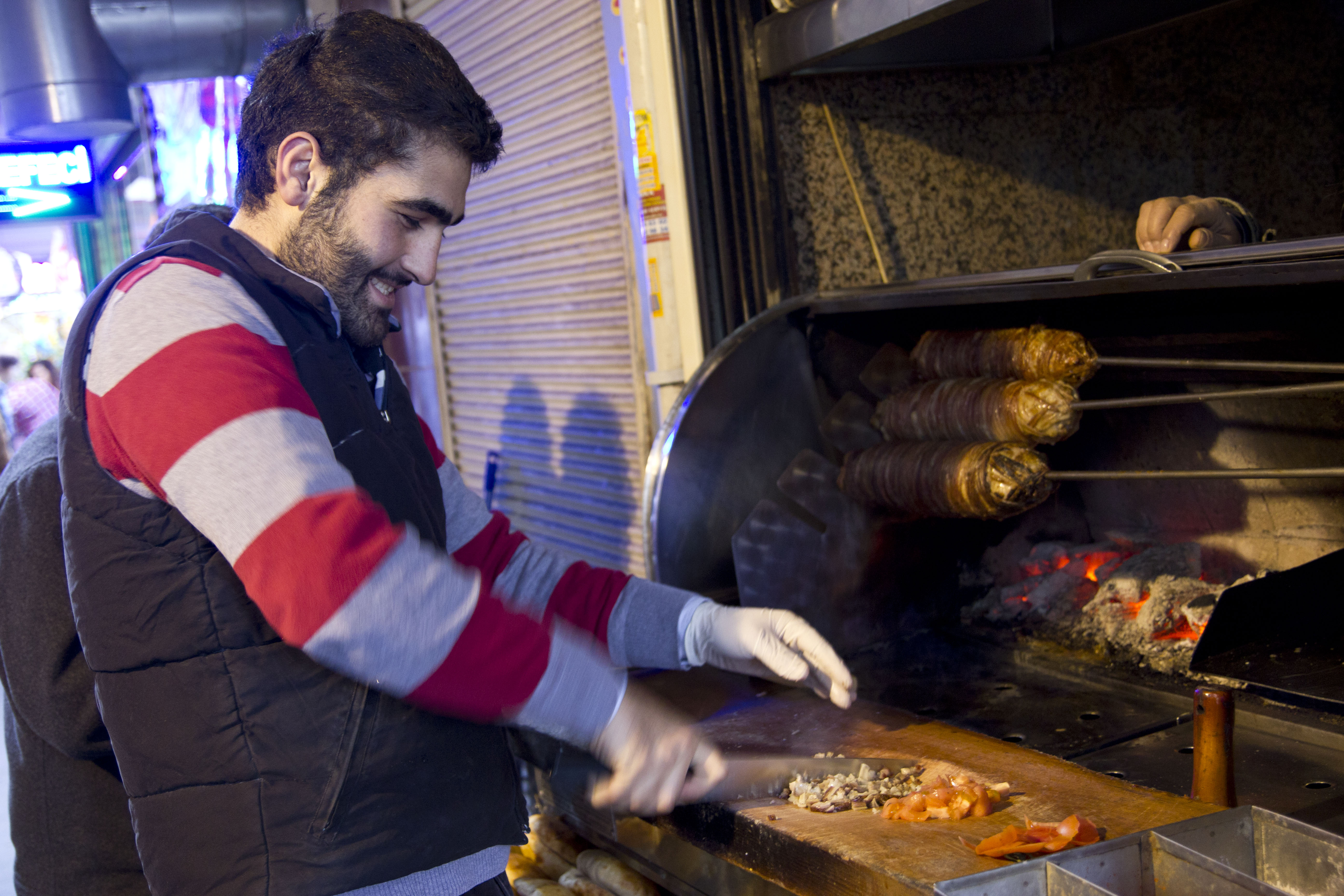
トルコ、イスタンブールのココレッチ

トルコではココレッチは、たいてい路上で売られている食べ物で、レストランのメニューにはあまりない。ココレッチ専用のコンロを使って炭火で焼かれる。パンにはさんで、たいてい路上で立ったまま食べられている。一緒に飲まれる飲み物はアイラン、カブのジュースなどである。

### ギリシャ
ギリシャ人は伝統的に毎年復活祭にココレッチを食べている。そしてギリシャでは、いかなるときでもココレッチを目にすることができる。ギリシャの多くのバーで提供される。ガルドーバ(γαρδούμπα)あるいは、ガルドーバキア(γαρδουμπάκια)という名の、フライパンやオーブンで焼いて作られるココレッチの種類も存在する。